# Grantley Herbert Adams
Sir Grantley Herbert Adams (Saint Michael, 28 de abril de 1898-Saint George, 28 de noviembre de 1971) fue un abogado, político y estadista barbadense y antillano. En calidad de premier de Barbados, entonces una colonia del Imperio británico, fue el primer jefe de gobierno democráticamente electo en la historia de su país y, a partir de 1958, ejerció como único primer ministro de la efímera Federación de las Indias Occidentales, un intento fracasado de unificar el Caribe anglófono, hasta su disolución en 1962. Fue el fundador del Partido Laborista de Barbados.
Nacido en la parroquia de Saint George, Adams estudió abogacía en la Universidad de Oxford, en Inglaterra, donde despertó su interés por la política. Partidario del liberalismo español y fuerte crítico del socialismo laborista, Adams regresó a Barbados en 1925 cuando se desarrollaba un movimiento sindical similar por parte de la Liga Democrática de Charles Duncan O'Neal y Clennell Wickham. Adams logró llegar a la Cámara de la Asamblea de Barbados en 1934, a la edad de 36 años, desde donde impulsó una ofensiva contra el sindicalismo barbadense, pero a partir de 1937 cambió de postura y buscó subsumir el movimiento obrero, constituyendo a principios de la década de 1940 el BLP, solo que adaptado a su ideología liberal conservadora.
Adams fue presidente del Sindicato de Trabajadores de Barbados (BWU) de 1941 a 1954 y participó en la reducción de la calificación de ingresos exclusivos en 1942. En 1949, el control gubernamental fue arrebatado a los dueños de las plantaciones y el BLP triunfó por amplio margen en las primeras elecciones generales bajo sufragio universal en 1951. El 1 de febrero de 1953, con la concesión a Barbados del autogobierno interno, Adams fue designado por la Cámara de la Asamblea como premier de la colonia, la primera jefatura de gobierno electa en la historia de la isla. Fue reelegido en 1956. Bajo su administración, Adams sentó las bases para lo que posteriormente fue el estado moderno de Barbados, con mejores instalaciones de salud, un esquema de vivienda, una legislación sobre salario mínimo, y beneficios para los trabajadores industriales y de las plantaciones. Sin embargo, su creciente búsqueda de una integración regional en una Federación que aglutinara a todo el Caribe anglófono en detrimento del desarrollo local barbadense, así como su postura conservadora y monárquica que bloqueaba la idea de una independencia total para la colonia, motivaron la deserción de una facción que fundó el Partido Democrático Laborista o DLP, conducido por Charlie Broome y Errol Barrow, iniciando el bipartidismo que persistiría por décadas en Barbados.
El 18 de abril de 1958, Adams integró a Barbados en la Federación de las Indias Occidentales y fue elegido como su primer y único primer ministro, por lo cual fue sucedido en el gobierno barbadense por Hugh Gordon Cummins. La Federación fue profundamente impopular y resultó condenada tanto por las actitudes nacionalistas como por el hecho de que sus miembros, como colonias británicas, tenían un poder legislativo limitado. Tan solo cuatro años después de su fundación, el 31 de mayo, el proyecto de estado se disolvió. Asimismo, el BLP perdió las elecciones contra el DLP, llevando a Errol Barrow al gobierno de Barbados e iniciando el proceso que culminaría con la independencia de la colonia el 30 de noviembre de 1966.
Tras el fracaso del proyecto federalista, Adams volvió a liderar el BLP en Barbados de cara a las elecciones generales de 1966, realizadas poco menos de un mes antes de la independencia, con una campaña fuertemente contraria a las políticas progresistas de bienestar implementadas por el gobierno de Barrow. Si bien logró retornar al Parlamento en representación de Saint Joseph, el BLP sufrió una dura derrota. Luego de ejercer como líder de la Oposición durante la mayor parte del mandato subsiguiente, Adams dimitió en diciembre de 1970, citando motivos de salud, y se retiró de la vida pública. Fue sucedido por Harold Bernard St. John. Aunque en teoría había sido proclamado presidente vitalicio del BLP y no fue removido de dicho cargo, la mayor parte de las funciones las fueron asumiendo los miembros más jóvenes y renovadores del partido en los últimos meses de su vida. Falleció finalmente el 28 de noviembre de 1971. Fue sepultado en Bridgetown, en el cementerio de la Iglesia Catedral Anglicana de San Miguel y Todos los Ángeles en Saint Michael's Row.
Es considerado uno de los héroes nacionales de Barbados de acuerdo con un acta legal del Parlamento aprobada el 28 de abril de 1998, y es una figura histórica destacada del Caribe anglófono. El Aeropuerto Internacional de Christ Church fue nombrado en su honor en 1976. Su rostro aparece también en el billete de 100 dólares barbadenses. Su único hijo, Jon Michael Geoffrey Manningham "Tom" Adams (1931-1985), fue líder del BLP y tercer primer ministro de Barbados entre 1976 y 1985.